# Coenochilus parrianus
Coenochilus parrianus är en skalbaggsart som beskrevs av John Obadiah Westwood 1879. Coenochilus parrianus ingår i släktet Coenochilus och familjen Cetoniidae. Inga underarter finns listade i Catalogue of Life.